# Doron Zeilberger
Doron Zeilberger (en hébreu : דורון ציילברגר) est un mathématicien et informaticien israélo-américain né le 2 juillet 1950 à Haïfa, Israël,. Son domaine de recherche est la combinatoire et les algorithmes de sommation rapide.

## Biographie
Zeilberger obtient un doctorat en mathématiques à l'Institut Weizmann sous la direction de Harry Dym en 1976. Après plusieurs années passées à l'université Temple, Zeilberger rejoint l'université Rutgers. Il est Board of Governors Professor of Mathematics de Rutgers.
Les travaux de Zeilberger se trouvent en combinatoire, dans le calcul d'identités hypergéométriques et de q-séries. Zeilberger donne la première preuve de la conjecture sur le dénombrement de matrices à signes alternants. Avec Herbert Wilf, il obtient en 1998 le prix Steele de l'American Mathematical Society pour leur contribution majeure dans la recherche, en particulier leur développement, à partir de la méthode de Sœur Celine sur les identités hypergéométriques, de la méthode WZ qui permet d'accélérer le calcul de séries hypergéométriques. En 2004, Zeilberger obtient la médaille Euler et l’Institute of Combinatorics and its Applications, et est considéré comme le « champion pour utiliser les ordinateurs et les algorithmes pour faire des mathématiques rapidement et efficacement, à la pointe de la recherche en combinatoire actuelle. ».
Zeilberger est aussi connu pour avoir donné le statut de coauteur à son ordinateur Shalosh B. Ekhad.
Zeilberger estime que « Les gens qui pensent que les mathématiques appliquées sont des mauvaises mathématiques sont de mauvais mathématiciens » et « Devinez quoi ! Programmer est plus amusant que faire une démonstration, et, plus important, cela donne autant si ce n'est plus d'intuition et de compréhension. »
Le nombre d'Erdős de Zeilberger est 2.

## Ouvrage
- A=B[11], avec Marko Petkovšek et Herbert Wilf

## Source
- (en) Cet article est partiellement ou en totalité issu de l’article de Wikipédia en anglais intitulé « Doron Zeilberger » (voir la liste des auteurs).